# Лос-Педрочес
38°25′00″ пн. ш. 4°45′00″ зх. д. / 38.41666667° пн. ш. 4.75° зх. д.

Лос-Педрочес на карті Іспанії

Ло́с-Педро́чес (ісп. Los Pedroches) — комарка в Іспанії, Андалусія, Кордовська провінція. Розташована на півдні країни, на півночі провінції. Природний територіальний комплекс. Найстаріший населений пункт і історичний центр комарки, від якого походить її назва, — муніципалітет Педроче. Клімат континентальний. Площа — 3,612 км². Населення —	55.238 осіб (2013). Офіційна назва — Вальє-де-лос-Педрочес (ісп. Valle de los Pedroches). 

## Назва
- Ло́с-Педро́чес (ісп. Los Pedroches) — коротка назва комарки.
- Вальє-де-лос-Педрочес (ісп. Valle de los Pedroches) — офіційна назва комарки.
- Жолудєва долина (Faḥî al-ballūṭ) — арабська назва місцевості часів мусульманського панування[3].